# London Can Take It!
London Can Take It! ist ein britischer Kurzfilm aus dem Jahr 1940.

## Handlung
Der Reporter Quentin Reynolds kommentiert die Tapferkeit und Zivilcourage, mit der die Bevölkerung Londons der Bombardierung durch die deutsche Luftwaffe während des Zweiten Weltkrieges standhält. Mit Filmaufnahmen, die den Einsatz von Feuerwehren, zerstörte Gebäude, den Einsatz von Luftabwehrgeschützen und Luftschutzbunker zeigen, wird die Notlage und die Ausdauer der Einwohner dokumentiert.
Laut einer Dokumentation des National Archive in London (TNA: INF6/328) übernahm Warner Bros. den Vertrieb in den USA, Kanada und Lateinamerika. Der Film sollte in über 15.000 US-Kinos gezeigt werden.
Nach Schätzungen sahen in den USA im Lauf des Spätherbst 1940 etwa 60 Millionen Menschen den Film.

## Auszeichnungen
1941 wurde der Film in der Kategorie Bester Kurzfilm (One-Reel) für den Oscar nominiert.